# Więzienie Pankrác
Więzienie Pankrác (cz. Věznice Pankrác, oficjalnie Zakład karny Praga Pankrác, cz. Vazební věznice Praha Pankrác) – czeski zakład karny w praskiej dzielnicy Nusle w pobliżu stacji praskiego metra Pražského povstání wybudowany w latach 1885–1889.

## Znane osoby więzione lub stracone na Pankrácu
- Emil Hácha (zmarł w więziennym szpitalu w 1945)
- Karel Jaroslav Obrátil (zmarł w więziennym szpitalu 5 kwietnia 1945)

Członkowie ruchu oporu:
- Alois Eliáš (więziony w latach 1941–1942)
- Vladislav Vančura (więziony w roku 1942)
- Václav Vacek (więziony w roku 1942)
- Julius Fučík (więziony w latach 1942–1943)
- Rudolf Karel (więziony w latach 1943–1945)

zbrodniarze wojenni i nazistowscy kolaboranci:
- Karl Hermann Frank (stracony publicznie w 1946)
- Jan Rys-Rozsévač (stracony w 1946)
- Kurt Daluege (stracony w 1946)
- Karel Čurda (stracony w 1947)
- Viliam Gerik (stracony w 1947)

Ofiary komunistycznych czystek:
- Stanislav Broj (stracony w 1950)
- Vladimír Clementis (stracony w 1952)
- Milada Horáková (stracona w 1950)
- Záviš Kalandra (stracony w 1950)
- Rudolf Margolius (stracony w 1952)
- Bedřich Reicin (stracony w 1952)
- André Simone (stracony w 1952)
- Rudolf Slánský (stracony w 1952)
- Otto Šling (stracony w 1952)
- Josef Robotka (stracony w 1952)

Inni:
- Zbyněk Janata i Václav Švéda (straceni w 1955)
- Václav Mrázek (stracony w 1957)
- Vladivoj Tomek (stracony w 1960)
- Olga Hepnarová (stracona w 1975)
- Vladimír Lulek (ostatnia osoba stracona na Pankrácu – 1989)
- Radovan Krejčíř (kilkaktotnie w areszcie)[1]
- František Zajíček (stracony w 1954)
- Josef Hořejší (stracony w 1950)
- Ladislav Hojer (stracony w 1986)
- Randy Blythe (więziony w 2012)